# 李鉀
李鉀（1938年2月6日—2014年12月13日），户籍名李忠吉，在日治朝鮮京城府（今首尔）出生。大韩帝国开国皇帝高宗的五皇子義親王李堈第九子。

## 生平
李鉀是义亲王的第十子，在1938年出生。後移民至美国生活，在纽约州定居。他在稱作「我们的皇室爱会」的民间团体擔任顾问，其長子李源被過繼給無子女的堂伯父李玖為嗣子，在李玖過世後，李源繼任為皇室首领。大韩民国民法上，像這種皇族成立的團體不被允许向官方登記，因此它們只是象征性的社团。2006年任大韩帝国义亲王崇慕会委员长，全州李氏大同宗约院顾问。2014年12月13日，李鉀在纽约病逝，享壽77岁。

## 家族
- 祖父：大韓高宗太皇帝（光武皇帝，朝鲜第26代国王高宗）
- 祖母：貴人張氏
  - 父亲：義亲王李堈，有12子9女
  - 嫡母：義王妃金修德（朝鲜语：덕인당 김씨），本貫延安金氏
  - 生母：咸開鳳
  - 夫人：李慶淑
    - 长子：皇孫 李源，出继懷慇 皇太孫
    - 次子：李相寓/李淨
    - 长女：李銀永，居住美国新泽西州